# New Zealand Football Championship 2007-2008
Il campionato neozelandese di calcio 2007-2008 è stato il quarto a disputarsi con questa formula (New Zealand Football Championship).
Il Waitakere Utd ha conquistato il campionato per la prima volta nella sua storia.

## Squadre partecipanti
| Club            | Città            | Stadio                |
| --------------- | ---------------- | --------------------- |
| Auckland City   | Auckland         | Kiwitea Street        |
| Canterbury Utd  | Christchurch     | English Park          |
| Hawke’s Bay Utd | Napier           | Bluewater Stadium     |
| Manawatu Utd    | Palmerston North | Memorial Park         |
| Southern United | Dunedin          | Forsyth Barr Stadium  |
| Team Wellington | Wellington       | David Farrington Park |
| Waikato         | Cambridge        | John Kerkhof Park     |
| Waitakere Utd   | Waitakere        | The Trusts Arena      |

## Classifica finale
| # | Squadra         | Pt | PG | V  | N | P  | GF | GS | DR  |
| - | --------------- | -- | -- | -- | - | -- | -- | -- | --- |
| 1 | Waitakere Utd   | 51 | 21 | 16 | 3 | 2  | 51 | 14 | +47 |
| 2 | Auckland City   | 50 | 21 | 16 | 2 | 3  | 44 | 16 | +28 |
| 3 | Team Wellington | 47 | 21 | 15 | 2 | 4  | 51 | 21 | +30 |
| 4 | Hawke’s Bay Utd | 29 | 21 | 8  | 5 | 8  | 29 | 33 | -4  |
| 5 | Waikato         | 20 | 21 | 5  | 5 | 11 | 24 | 34 | -10 |
| 6 | Manawatu Utd    | 17 | 21 | 5  | 2 | 14 | 32 | 57 | -25 |
| 7 | Southern United | 13 | 21 | 3  | 2 | 14 | 13 | 43 | -30 |
| 8 | Canterbury Utd  | 12 | 21 | 3  | 3 | 15 | 22 | 48 | -26 |

## Finals series
|  | Semifinali      | Semifinali      | Semifinali      |                 |   | Finale           | Finale           | Finale |  |
|  |                 |                 |                 |                 |   |                  |                  |        |  |
|  |                 |                 |                 |                 |   | Waitakere United | Waitakere United | 2      |  |
|  |                 |                 |                 |                 |   | Waitakere United | Waitakere United | 2      |  |
|  |                 |                 | Team Wellington | Team Wellington | 0 |                  |                  |        |  |
|  | Auckland City   | Auckland City   | Team Wellington | Team Wellington | 0 | 3                |                  |        |  |
|  | Auckland City   | Auckland City   |                 |                 |   |                  |                  |        |  |
|  | Team Wellington | Team Wellington | 4               |                 |   |                  |                  |        |  |